# 太陽星君
太陽星君，諱鬱儀，符字為奛，為道教的太陽神，主掌太陽，正稱日宮炎光太陽星君、日宮太陽帝君孝道仙王、日宫太陽鬱儀帝君、慈暉朱日天尊、日宮太丹炎光鬱明太陽帝君、日宫太丹炎光鬱儀上真道君、日宫朱明炎光天子、又稱太陽帝君、大明之神、太陽公、太陽菩薩等。

## 信仰起源
由於太陽是人類重要的光明、熱能來源，故許多族群皆有太陽崇拜。中國相傳自炎帝神農時期開始祭祀太陽神，祭日禮儀則最晚在秦漢時出現，如《礼记》中即記載「祭日于東郊，祭月于西郊」，「天子春朝日、秋夕月，朝日以朝、夕月以夕。」，並管轄二十八宿星君、天曹注祿壽之司，檢校並向上帝進呈世人罪福之目，此紀錄稱為「陽宮生籍」。

## 信仰流變

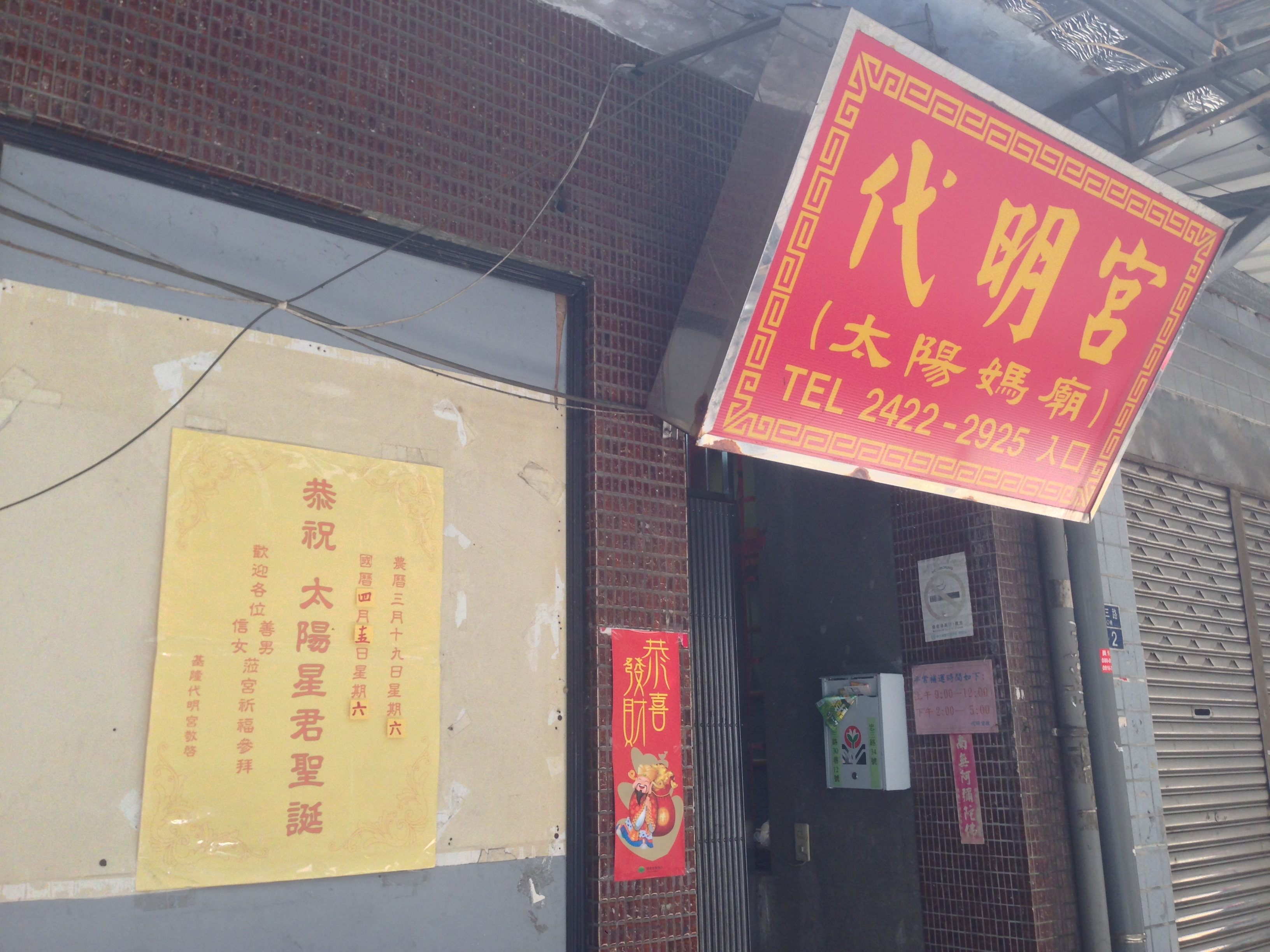
代明宮太陽星君誕辰三月十九告示

在民間常常與佛家的大日如來、無量光佛、日光菩薩等信仰混合；常認為太陽神是該等佛菩薩的權現。
《封神演義》三百六十五位正神中，伐紂將領徐蓋被封為太陽星。
太陽帝君誕辰有冬至（或十一月十九），或認為冬至（或十一月十九）為生日，二月初一為巡察人間善惡之日，但今日通勝多寫為農曆的三月十九日，《台灣通史》記載，實與暗中紀念明朝崇禎帝有關。崇禎十七年三月十九日（1644年4月25日）李闖攻入燕京，崇禎帝於煤山自縊殉國。進入清朝統治後，為了紀念「大明之神」（雙關，大明天子、太陽星君），為避免清廷壓迫，民間遂編造太陽星君聖誕為該日，如《太陽星君真經》即如此記載，今多中國大陸東南沿海一帶（浙江、福建、擴及部分江蘇）與台灣等昔日明魯王、明鄭政權中心，採三月十九日祭祀太陽星君誕辰。

## 民間形象

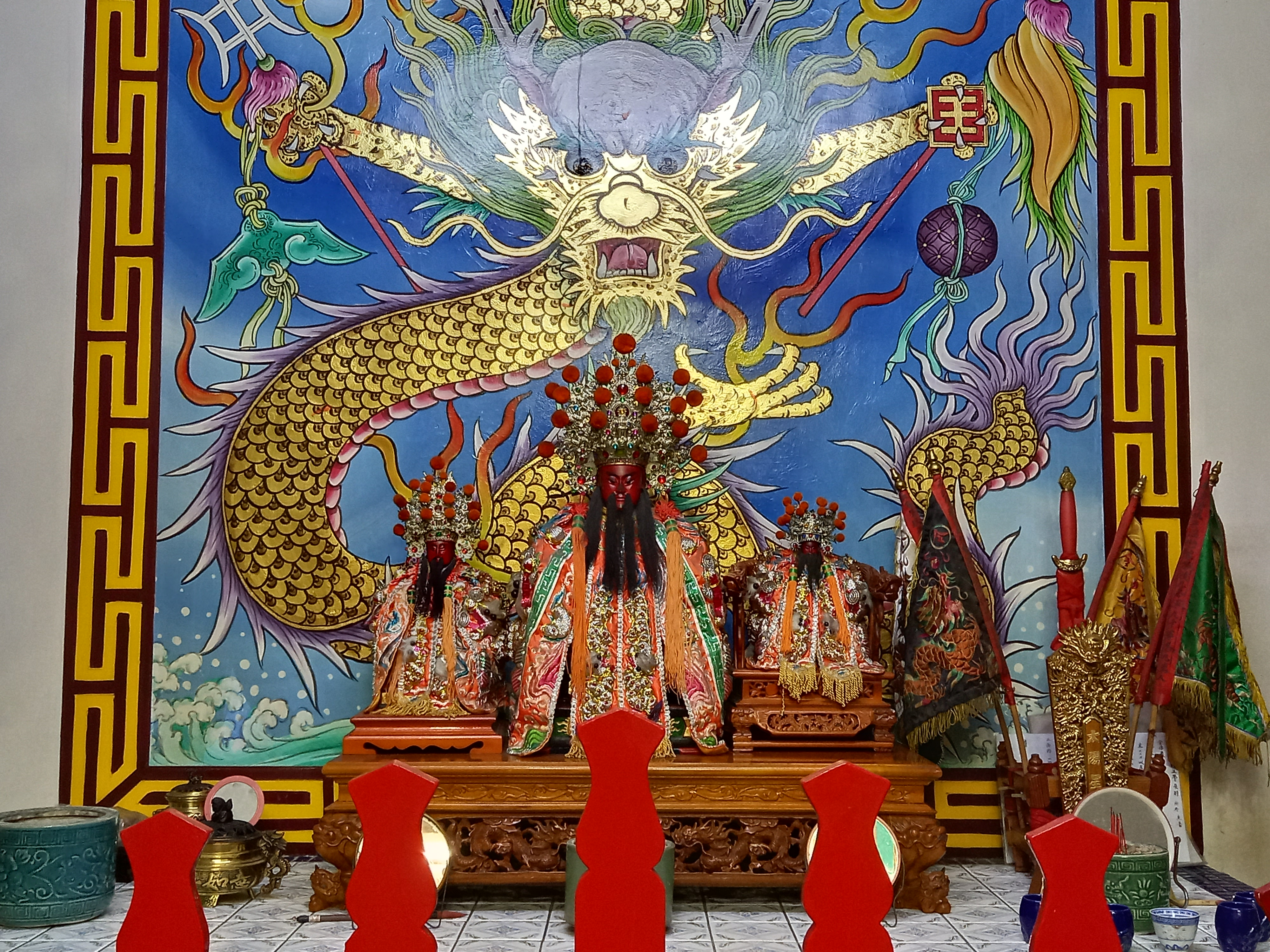
新庄子太陽宮太陽星君神像、令牌和五營旗

太陽星君造像通常為人類形象，擁有紅面、紅鬍鬚，手持代表太陽之令牌。又有造像為披頭散髮，實為暗喻明朝崇禎帝自縊殉國時貌，一手持長棍（意指自縊於樹），一手持乾坤圈（自縊的繩套），赤腳踏小山崗（指自縊所處煤山），

### 臺灣信仰

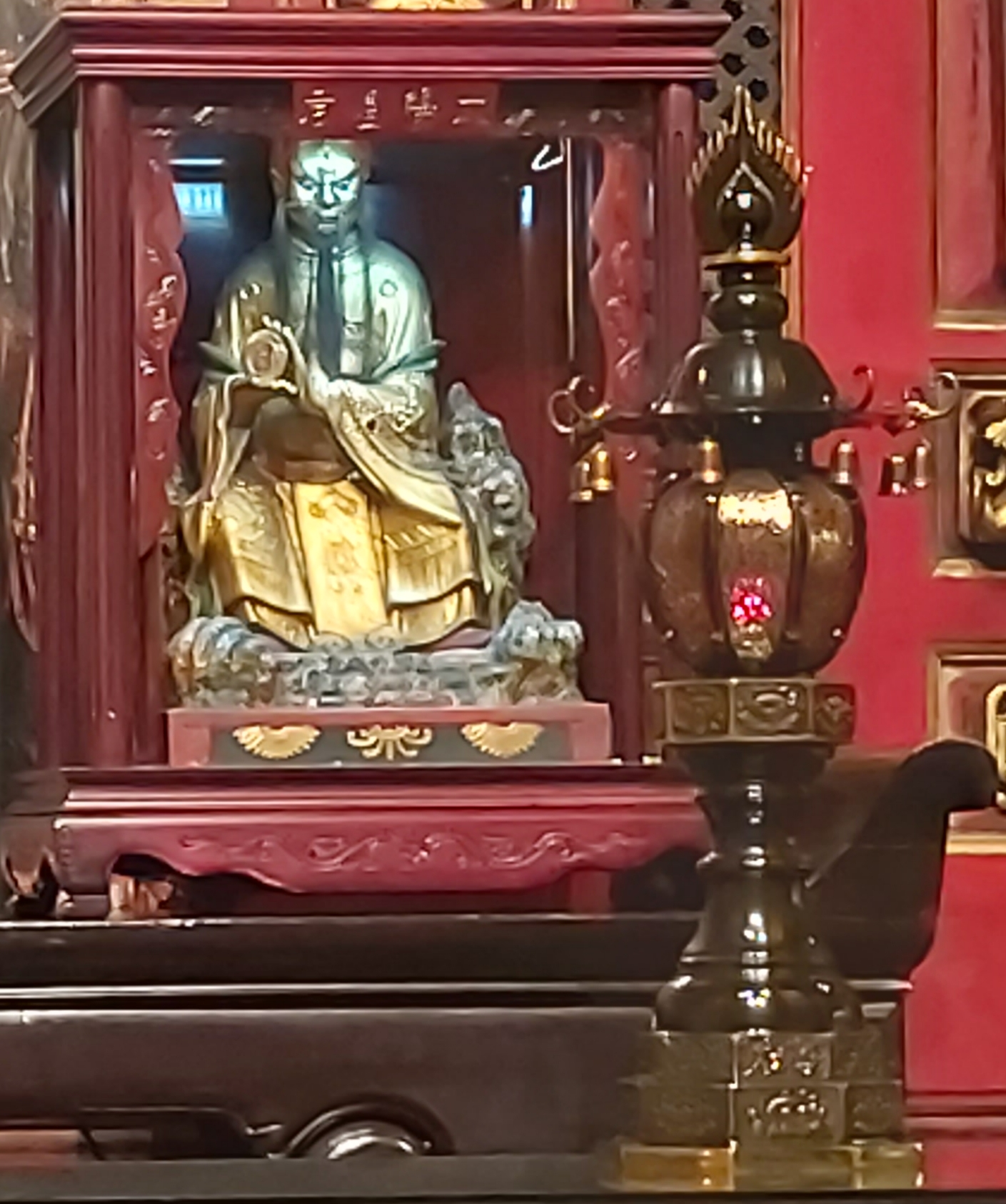
艋舺龍山寺的太陽星君神龕

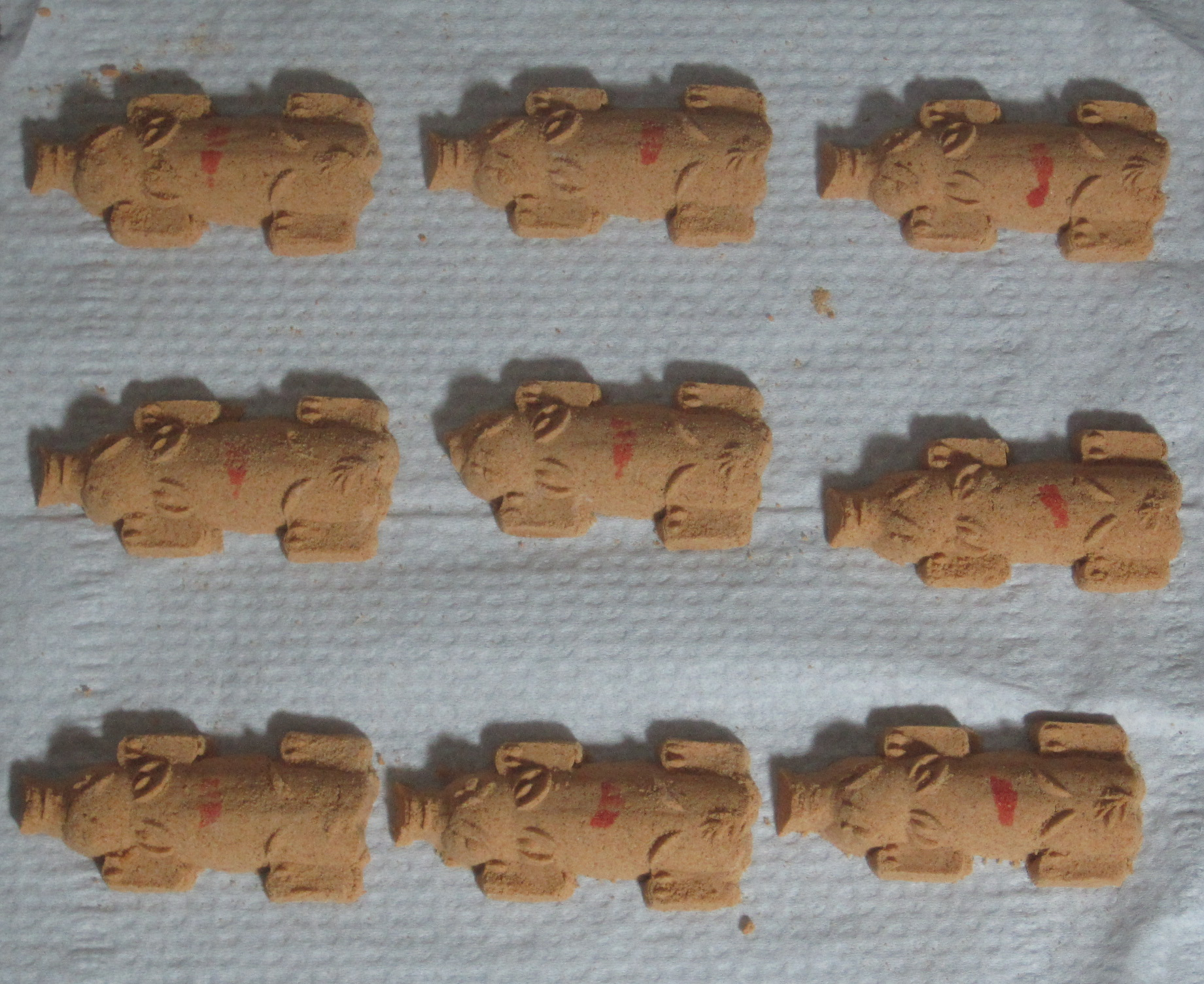
九豬

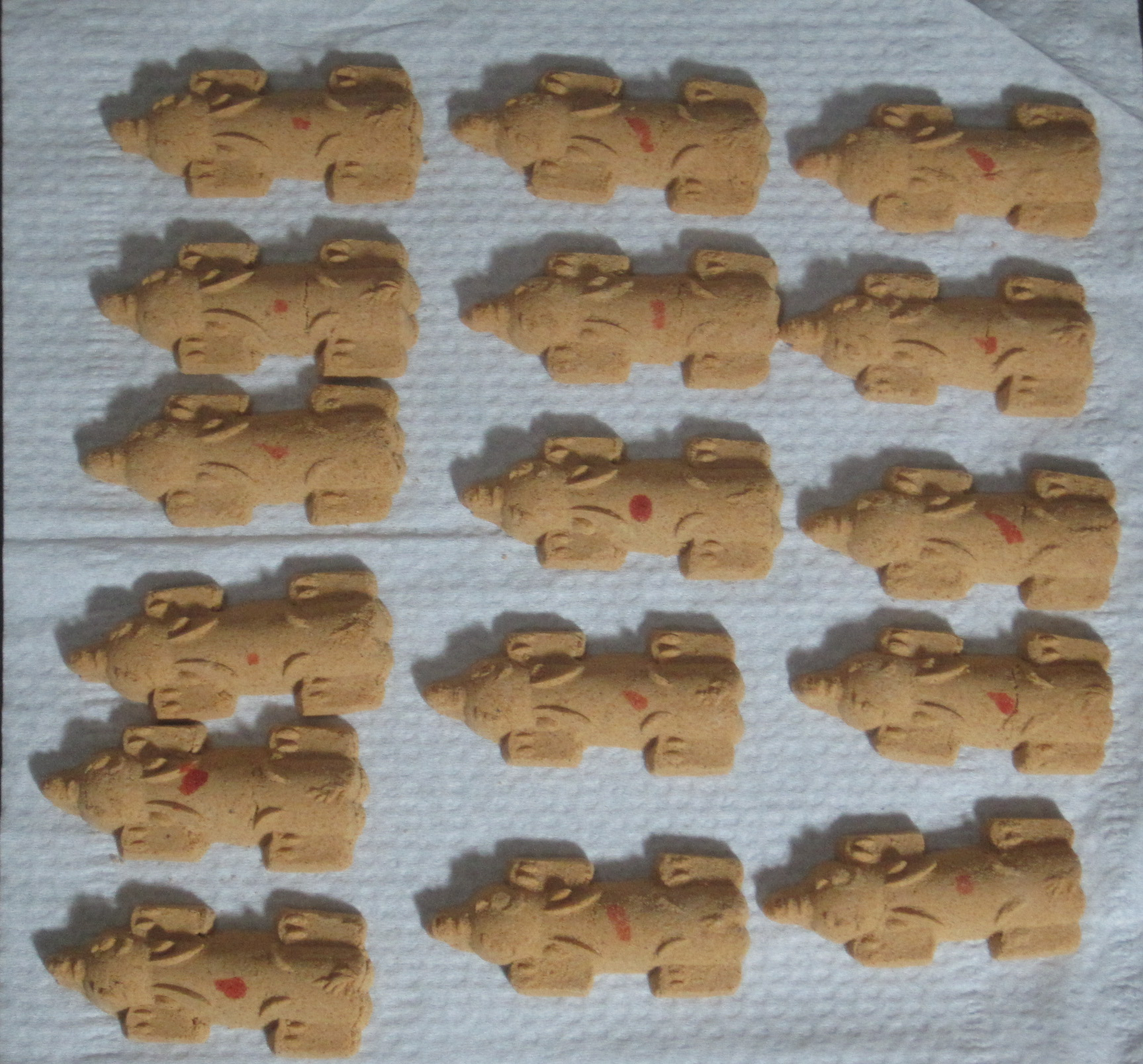
十六羊

內惟李氏祖厝、臺南市內的開基三官廟、臺灣首廟天壇、開基玉皇宮、善化慶安宮皆於農曆三月十九日舉行祭儀。依中華民國內政部台灣宗教文化地圖說明，過去台南人會在當天於戶外露天擺設香案，準備暗示明朝十六位朱姓皇帝、稱為「九豬十六羊」的糕點作祭拜，但此風俗已逐漸式微，目前逐漸保護，託宗教信仰而具民俗精神之發揚與保存。
2013年，佳里區溪州里長陳進源、長壽會會長陳上明表示，日治時期，當地曾有成員三十多人的太陽公會，備有一只太陽公爐，會員繳交費用作基金，會長則採輪值並負責祭祀，需於三月十九日準備九豬十六羊、素花素果與金紙等。不過該儀式約在1970-80年代日趨式微，太陽公爐也流落不知何處，陳進源說只剩里內年逾九旬的陳吳年老婦人每年祭拜，陳吳年亦不清楚祭拜原因，只說是父母親所流傳下來。
2015年，善化新味香餅舖老闆陳昭南說昔日製成的二、三十份九豬十六羊的綠豆糕，一份一百元皆能賣完，如今善化無人買也無人作。善化慶安宮在2015年報導時是改以一般供品代替。
高雄市前金萬興宮、鹽埕三山國王廟、鹽埕埔壽山宮三廟之間亦有輪祀太陽公之習俗。相傳舊時中國移民渡海而來、定居愛河兩岸，西岸居民以曬鹽賣鹽維生，該地遂稱鹽埕；東岸居民則以曬沙賣沙維生，該地遂稱「沙仔地」（位於今前金區內）。一日海邊飄來一棵巨大神木，兩岸居民討論後決定將神木雕為太陽公神像，由兩岸之信仰中心萬興宮及三山國王廟輪流奉祀，後來三山國王廟之池府千歲分出另建壽山宮，遂改為三廟輪奉，最初各奉祀四個月，後來改為以三廟尊神（清水祖師、李府千歲、池府千歲）之神誕劃分輪祀日期。此信仰亦被認為是明鄭遺民紀念崇禎皇帝之行為，初期取「慈祥愛民」的「老太爺」之意尊稱為「太爺公」，後口誤成為太陽公。
2017年時淡水太陽宮管理人張忠雄表示，由於太陽星君之光芒普照世間、不分貴賤，代表公正、博愛精神，因此也為法律工作者、社會工作者、政治工作者崇拜。2021年時他表示太陽星君亦擅長抓鬼鎮煞。

## 太陽星君真經
《太陽星君真經》又稱《日光經》，為一部禮拜太陽之民間信仰經典，作者不詳，據原明鲁王根據地浙江紹興耆老講述，是崇禎皇帝第三女兒，在明朝覆滅後，出家修行時編纂，以悼父亲的死难和亡国之痛，而流傳開來。文史學家翁同文教授《太阳诞辰节的起源与天地会》研究，及林文龍教授所作《閒話民間信仰 朱明天子「太陽公」》，認為可能出自反清復明的天地會之手。臺南大學林華鈴碩士的研究，此真經原本稱太陽真君冬月十九出生，後被加上崇禎皇帝的元素，才逐漸改為三月十九生。
《太陽星君真經》版本甚多，大同小異，依照高雄意誠堂抄錄自中國大陸繕本，全文如下：
太陽明明珠光佛，四大神洲正乾坤，太陽出現天下紅，日夜行程不住停，行得快來催人老，行得慢來光不存，家家門前都照耀，凡被眾人叫小名？長安浮雲蔽朱日，豈知日下是燕京。惱得太陽歸山去，餓死黎民苦眾生，天上無我無晝夜，地下無我少收成，位位神明有人敬，無人崇我太陽星？太陽三月十九生，理當念佛敬香燈，有人奉誦《太陽經》，闔家老幼免災星，若毋傳我《太陽經》，眼前就是地獄門。太陽明明珠光佛，分與善男信女們，每日晨起念七遍，永世不入地獄門，臨終之時生淨土、九玄七祖盡超昇。日光菩薩上天來，照見天門九重開，十萬八千大菩薩、各分文武兩邊排，真君腳踏無量地，天上風雲透地開，披髮頭戴七寶樹，降福離此娑婆界，明尊議定諸佛法，天下萬民皆慶哉：眾生誦我《日光經》，準折《金剛一卷經》。一謝如來三寶德，二謝天地父母生，三來常感有情眾，第四常思聖明君。龍天八部生歡喜，家門清吉保安甯，真心常念《太陽經》，一切災殃化為塵，諸佛菩薩摩訶薩，摩訶般若波羅蜜。（終）
《太陽經》內容不少隱喻思明悼君思想，如林文龍教授指出，開頭所云「明明」，為指「明朝」二字，「珠光佛」，拆字為「朱王光佛」，朱，為大明皇帝之姓，光，閩南語同「公」字音，朱王光佛即為「朱王公佛」。

## 供奉廟宇

馬來西亞太陽宮内部

### 臺灣
根據臺灣媒體報導，太陽星君常與太陰星君作為玉皇上帝之配祀神。以下陪祀廟宇僅列出未與太陰星君成對出現者，因可能代表特定信仰群體或緣由之故
基隆市
仁愛區代明宮、信義區東安山太陽廟
台北市
內湖區太陽堂（太陽廟）
新北市
淡水區下圭柔山太陽宮
苗栗縣
頭份鎮珊珠湖太陽宮
台中市
豐原區慈濟宮 （陪祀）
西屯區慈德慈惠堂 （陪祀）
彰化縣
彰化市五福戶開基祖廟（陪祀）
南投縣
埔里鎮慈光寺太陽廟
台南市
官田區二鎮太陽宮、東山區開泰日月明宮、白河區大山宮
高雄市
左營區新庄仔太陽宮、新庄仔星顯宮、左營元帝廟（同祀）、咸池宮小港區至陽宮、楠梓區右昌元帥府（陪祀）、前金萬興宮、鹽埕三山國王廟、鹽埕埔壽山宮三廟輪祀、林園區溪州東興宮林園區中芸太陽殿
宜蘭縣
宜蘭市太陽宮、五結鄉二結太陽公、三興村太陽堂、礁溪鄉二龍太陽廟、蘇澳鎮日月宮、蘇澳鎮南順宮（陪祀）
屏東縣
車城鄉福安宮（陪祀）
花蓮縣
花蓮市美崙福慈宮（陪祀）
台東縣
台東市太皇殿、建和里（射馬干部落）敬山宮等

### 馬來西亞
- 吉隆坡半山芭太陽公神廟
- 雪蘭莪州瓜拉冷岳縣丹绒士拔太陽公廟

### 新加坡
- 太陽宮，85A Silat Road
- 東天宮（武吉巴督聯合宮），8 Bukit Batok Street 21
- 德光島天降佛堂太陽宮，51 Bedok North Ave 4